# Bröthen
Bröthen es un municipio situado en el distrito de Ducado de Lauenburgo, en el estado federado de Schleswig-Holstein (Alemania). Tiene una población, a finales de 2020, de 320 habitantes.
Forma parte de la colectividad de municipios (en alemán, amt) de Büchen.
Está ubicado al sur del estado, cerca del río Elba y del canal Elba-Lübeck, de la ciudad de Hamburgo y de las fronteras con los estados de Baja Sajonia y Mecklemburgo-Pomerania Occidental.